# Сипавское
Сипавское — село в Каменском районе Свердловской области России. Входит в Каменский муниципальный округ.
Ранее было центром Сипавского сельсовета Каменского района.

## География

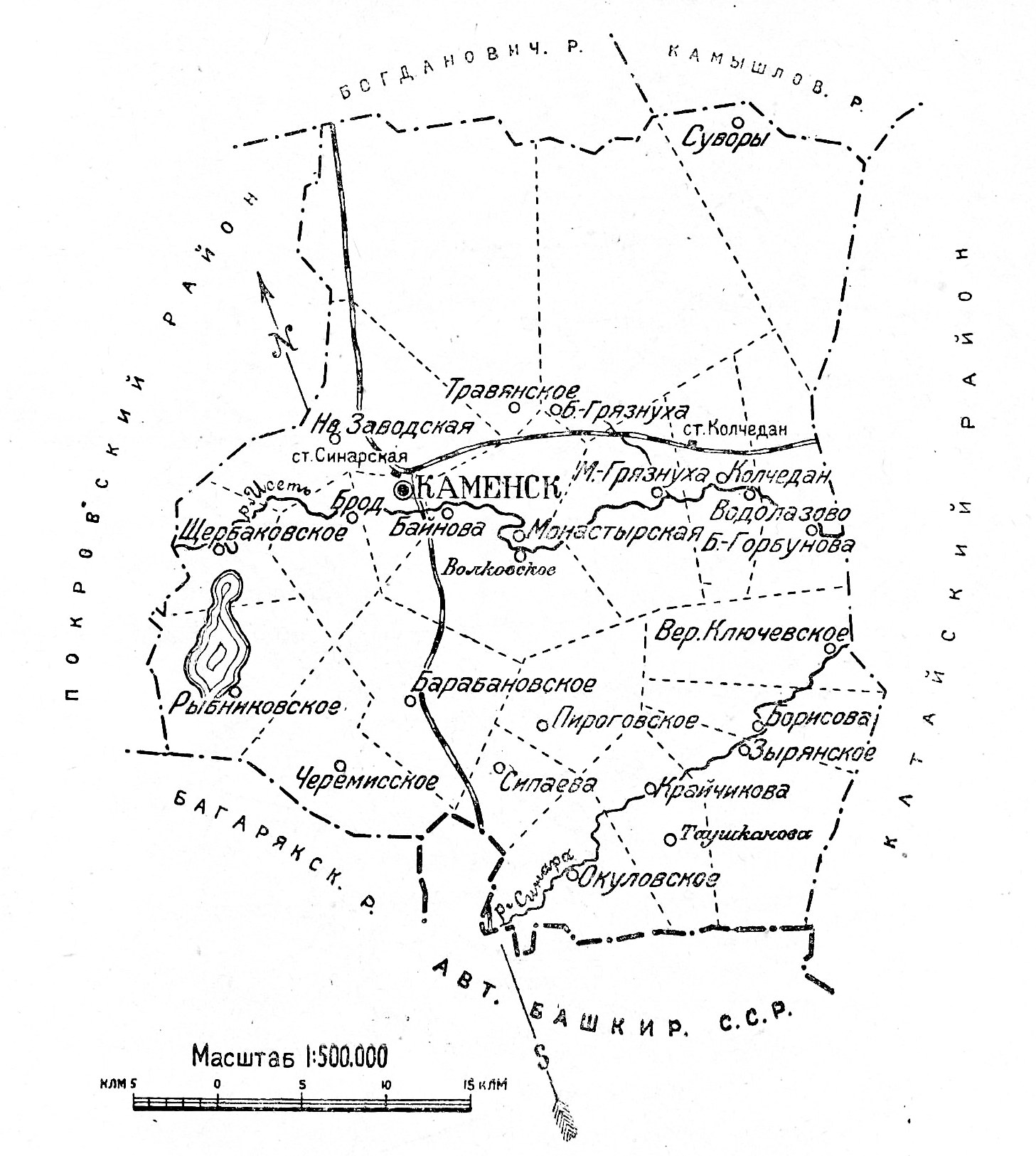
Сипавское на схеме Каменского района, 1928 год

Село Сипавское расположено на реке Сипавке — левом притоке реки Исток (приток Синары), в 11 километрах. В двух километров юго-восточное села находится озеро Шубное, а на востоке село Пирогово. Село находится в 11 километрах на юг (в 15 километрах по трассе) от Каменска-Уральского и в 89 километрах на юго-восток (в 110 километрах по трассе) от Екатеринбурга.
Западнее села Сипавского проходит ветка Каменск-Уральский — Главный. В полутора километрах к юго-западу от села расположен разъезд Сипавские Пруды (ранее Разъезд № 1) Свердловской железной дороги.
Часовой пояс
Сипавское, как и вся Свердловская область, находится в часовой зоне МСК+2. Смещение применяемого времени относительно UTC составляет +5:00.

## История
Основал деревню в 80-х годах XVII века каторжник Сипаев. Расположена на речке Сипавке. В 1750 году вместе с пироговцами жители деревни составляли один приход и строили церковь в Пирогове. С 1880 года существовала земская школа. Сипавцев называли тугозвонами, потому что их женщины носили верхнюю одежду, туго стянутую в талии, широкую в подоле, наподобие колокола.
В 1916 году поселение относилось к Пироговской волости. В 1928 году деревня Сипаева (Сипова) входила в Сипаевский сельсовет Каменского района Шадринского округа Уральской области.

## Население
| 1904 | 1926  | 2002 | 2010 | 2021 |
| ---- | ----- | ---- | ---- | ---- |
| 827  | ↗1071 | ↘857 | ↘799 | ↘687 |

Структура
- По данным 1904 года, в деревне было 153 двора с населением 827 человек (мужчин — 403, женщин — 424), все русские, бывшие государственные[10].
- В 1926 году в селе было 207 дворов с населением 1071 человек[5].
- По данным переписи населения 2002 года, русские составляли 86 % от общего числа сельчан, татары — 5 %[11]. По данным переписи населения 2010 года, в селе проживали 799 человек — 393 мужчины и 406 женщин[12].

## Инфраструктура
В селе Сипавском есть школа, дом культуры, водонапорная башня, 3 продуктовых магазина.
| Список улиц | Список улиц | Список улиц     |
| #           | Тип         | Название        |
| ----------- | ----------- | --------------- |
| 1           | улица       | Гагарина        |
| 2           | улица       | Карла Маркса    |
| 3           | улица       | Кирова          |
| 4           | улица       | Ленина          |
| 5           | улица       | Мира            |
| 6           | улица       | Молодёжная      |
| 7           | улица       | Пионерская      |
| 8           | улица       | Советская       |
| 9           | улица       | Школьная        |
| 10          | ж/д разъезд | Сипавские Пруды |
| 11          | ост. пункт  | 24 километр     |